# Skuola.net
Skuola.net è un sito web di appunti e news fondato nel 2000 e dedicato agli studenti di scuole medie, superiori e università.

## Storia
Skuola.net viene fondato nel marzo del 2000 da Marco Sbardella, Daniele Grassucci e Alessandro Pilloni, allora studenti del liceo scientifico "Isaac Newton" di Roma, i quali iniziarono a condividere online i propri appunti scolastici.
Il 23 dicembre 2010 Skuola.net è diventata una rivista iscritta al Registro degli Operatori di Comunicazione che si occupa di educazione, formazione e tematiche giovanili.
Nel 2014, il giornalista e conduttore televisivo Riccardo Iacona, riporta dei sondaggi effettuati da Skuola.net sulle baby squillo nel suo libro Utilizzatori finali.
Nel 2015, Skuola.net viene citata dal CENSIS per un sondaggio sull'utilizzo del selfie tra i giovani, nella voce "Solitudine" pubblicata su Enciclopedia Treccani.
Nel 2018 organizza al Binario F (il competence center di Facebook in Italia) un programma di alternanza scuola-lavoro per lo sviluppo delle competenze digitali negli studenti delle scuole superiori[2]. Quell’anno partecipa anche al consorzio proponente l’iniziativa “Peers say No”, progetto sulla proprietà intellettuale rivolto ai giovani.
Nel 2019, il giornalista e saggista Sergio Rizzo, riporta nella sua opera La memoria del criceto dei sondaggi di Skuola.net relativi alla scelta del tema storico da parte dei maturandi. Sempre nel 2019, nella figura di Daniele Grassucci, direttore e co-founder del sito, Skuola.net partecipa alla trasmissione televisiva Dimartedì su La7, condotta dal giornalista Giovanni Floris, per un confronto su scuola, giovani, formazione, università e lavoro con il sondaggista Nando Pagnoncelli e la giornalista Silvia Sciorilli Borrelli.
Dal 2019 il sito collabora con l'Huffington Post. Nel 2019, l'azienda ha acquistato i siti web SosStudenti.it e Matematicamente.it.
Nella primavera del 2020 il sito ha raggiunto 10 milioni di accessi unici al mese e 4,5 milioni di utenti della community.
Skuola.net conduce sondaggi tra gli studenti su istruzione, uso della tecnologia, influenza dei social network, ecc.
Skuola.net, in collaborazione con la Franco Cosimo Panini Editore, pubblica ogni anno i diari scolastici.
Skuola.net è anche una testata giornalistica specializzata in temi di educazione, formazione e giovani. Collabora con Ansa (sito e agenzia), LaStampa.it, HuffingtonPost.it, Leggo.it, Linkiesta.it, Tgcom24.it. Skuola.net collabora inoltre per attività di comunicazione con la Polizia di Stato e il Miur.
Il sito è tra i primi 100 brand italiani di informazione online secondo i dati Audiweb, e tra i primi 100 media italiani per total digital audience secondo i dati di ComScore.

### Le attività di comunicazione
Skuola.net svolge attività di comunicazione e indagini con target studenti. Di seguito eccone alcune:
- A settembre 2015 svolge una ricerca sulla spesa delle matricole iscritte ai test d'ingresso in Medicina[17];
- Indagine sull’andamento delle pagelle a febbraio del 2016[18];
- A maggio 2016 svolge un'indagine sui giovani e il sesso in collaborazione con la Società italiana contraccezione (SIC)[19];
- A maggio 2019, in collaborazione con la Rappresentanza in Italia della Commissione europea, realizza un’indagine sulla percezione del sistema comunitario europeo tra gli studenti dagli 11 anni in su[20];
- A giugno 2019 in occasione dell’Esame di Maturità, collabora con la Polizia di Stato per una campagna contro le fake news e le leggende metropolitane[21];
- Nell'ottobre del 2019 svolge un'indagine sulle nuove tecnologie all'interno delle scuole italiane[22];
- A novembre 2019 realizza un'indagine sull'influenza di Youtuber e Influencer sui Millennials[23]; Indagine sull’andamento dei primi colloqui scolastici a dicembre 2019[24];
- A marzo 2020, svolge un'indagine sulla didattica a distanza durante l'emergenza COVID-19.[25]